# Karl John
Karl John (né le 24 mars 1905 à Cologne, mort le 22 décembre 1977 à Gütersloh) est un acteur allemand.

## Biographie
Karl John étudie l'architecture à Gdańsk. Il découvre le théâtre et part à Berlin pour prendre des cours. À 26 ans, il fait sa première apparition sur le théâtre de Bolesławiec. L'année suivante, il tourne son premier film. Les années suivantes, il est dans différents théâtres et intègre en 1938 le Deutsches Theater.
Il joue le plus souvent des rôles de soldat dans les films de l'UFA. Il participe à des films de propagande nazie. En 1943, après avoir accusé Goebbels de manquer d'investissement, il tombe en disgrâce et doit faire son service militaire.
Après la Seconde Guerre mondiale, il joue dans le film pacifiste In jenen Tagen et se fait remarquer pour son rôle dans Liebe 47. De nouveau, il joue le membre de la Wehrmacht dans des films de guerre.
Dans les années 1960, on le voit dans les adaptations d'Edgar Wallace. À la télévision, il est présent dans les séries Inspecteur Derrick, Tatort et Der Kommissar.
Le 20 décembre 1977, Kark John s'effondre dans le théâtre de Gütersloh, juste avant de jouer une pièce de Pavel Kohout. Il meurt deux jours plus tard à l'hôpital d'une maladie cardio-vasculaire.

## Filmographie sélective
Cinéma
- 1933: Kind, ich freu' mich auf Dein Kommen
- 1936: Wenn der Hahn kräht
- 1936: Le Cuirassé Sebastopol
- 1937: Der Lachdoktor
- 1937: Entreprise Michael
- 1939: Legion Condor
- 1940: Fahrt ins Leben
- 1940: Bal paré
- 1940: Cora Terry
- 1941: Ma vie pour l'Irlande
- 1941: Stukas
- 1941: Sous-marin, en avant!
- 1941: Le Chemin de la liberté
- 1941: L'Appel du devoir (Über alles in der Welt)
- 1942: Zwei in einer großen Stadt
- 1942: Andreas Schlüter
- 1943: Le Chant de la métropole
- 1947: In jenen Tagen
- 1948: Unser Mittwochabend
- 1949: Die letzte Nacht
- 1949: Liebe 47
- 1951: L'Homme perdu
- 1952: Le Banquet des fraudeurs
- 1953: L'Homme de Berlin
- 1953: Le Chemin sans retour
- 1955: Le Général du Diable
- 1955: Hotel Adlon
- 1955: Urlaub auf Ehrenwort
- 1958: Chiens, à vous de crever !
- 1960: Les Eaux saintes
- 1961: Top secret - C'est pas toujours du caviar
- 1962: Le Jour le plus long
- 1964: Le Défi du Maltais (Der Hexer)
- 1965: Neues vom Hexer
- 1974: Pusteblume
- 1977: Le Convoi de la peur

Télévision
- 1953: Inspektor Tondi
- 1954: Jedem das Seine
- 1958: Das Lächeln der Gioconda
- 1958: Wie es euch gefällt
- 1959: Die Gute Sieben
- 1963: Detective Story - Polizeirevier 21
- 1964: Das Kriminalmuseum: Der Schlüssel
- 1965: Die fünfte Kolonne: Blumen für Zimmer 19
- 1966: Hinter diesen Mauern
- 1968: Babeck
- 1970: Der Kommissar: Dr. Meinhardts trauriges Ende
- 1976: Inspecteur Derrick: Faussaires
- 1977: Tatort: Finderlohn